# Marcello Lippi
Marcello Romeo Lippi (* 12. April 1948 in Viareggio (LU), Italien) ist ein ehemaliger italienischer Fußballspieler und Fußballtrainer.
Als Trainer wurde er fünfmal Italienischer Meister und gewann 1995/96 mit Juventus Turin die Champions League. 2006 führte er die italienische Fußballnationalmannschaft zum Weltmeisterschaftstitel in Deutschland.

## Spielerkarriere
Marcello Lippi spielte professionell Fußball, u. a. als Libero bei Sampdoria Genua (1969 bis 1980) sowie bei Savona 1907 FBC, AC Pistoiese und AS Lucchese Libertas.

## Trainerkarriere

### Anfangsjahre
Seine Trainerkarriere begann Marcello Lippi 1982 als Jugendtrainer bei Sampdoria Genua. Seine erste Station in einer Profimannschaft war bei der US Città di Pontedera in der Serie C2 (1985–1986). Lippi trainierte danach die AC Siena (1986–1987), die AC Pistoiese (1987–1988), die US Carrarese (1988–1989), die AC Cesena (1989–1991), die AS Lucchese Libertas (1991–1992), Atalanta Bergamo (1992–1993) und die SSC Neapel (1993–1994), mit der er 1993/94 den sechsten Platz in der Serie A belegte.

### Juventus Turin
Nach seiner erfolgreichen Zeit bei der krisengeschüttelten SSC Neapel wurde Lippi 1994 von Juventus Turin als Trainer verpflichtet. Gleichzeitig mit ihm kam im Sommer 1994 auch Didier Deschamps zu Juventus. Der französische Mittelfeldspieler wurde im Anschluss zu einem der wichtigsten Spieler unter Lippi. In Lippis erster Spielzeit als Übungsleiter der Turiner gelang ihm auf Anhieb der Gewinn des Doubles bestehend aus Meisterschaft und italienischem Pokal. Für Juventus war es der erste Scudetto seit 1986. Im UEFA-Pokal zog man ins Finale ein, in dem man in einer inneritalienischen Begegnung der AC Parma unterlag, die Juventus einige Wochen später im Finale der Coppa Italia schlug. Durch den Gewinn der Meisterschaft qualifizierte sich Lippi mit Juventus für die folgende Ausgabe der Champions League.
In der Saison 1995/96 scheiterte Lippi mit Juventus bei der Verteidigung des Doubles. Zwar konnte im Januar 1996 die Supercoppa Italiana gewonnen werden, jedoch schaffte man es in der Liga nur auf den zweiten Platz hinter der AC Mailand und im italienischen Pokal scheiterte man im Achtelfinale an Atalanta Bergamo. In der Champions League zog Juventus nach Siegen über Real Madrid und Panathinaikos Athen ins Endspiel ein, womit man nach dem UEFA-Pokal-Finale im Jahr zuvor das zweite europäische Finale in Folge erreichte. Der Gegner im Endspiel war der Titelverteidiger Ajax Amsterdam unter Cheftrainer Louis van Gaal. Das Spiel im Stadio Olimpico in Rom konnte nach einem 1:1-Remis nach 120 Minuten im Elfmeterschießen mit 4:2 gewonnen werden. Als Titelverteidiger qualifizierten sich Lippi und Juventus automatisch für die folgende Ausgabe der Champions League. Auch qualifizierten sie sich für die Teilnahme am Weltpokal und am europäischen Supercup.
Im Sommer 1996, zwei Jahre nach Lippis Amtsübernahme als Juventus-Trainer kam es zu einem Umbruch im Kader der Alten Dame. Kapitän Gianluca Vialli verließ den Verein nach vier Jahren in Richtung FC Chelsea, Fabrizio Ravanelli wechselte zum FC Middlesbrough und Paulo Sousa zu Borussia Dortmund. Außerdem verließen auch die Routiniers Giancarlo Marocchi, Pietro Vierchowod und Massimo Carrera den Verein. Nach der Europameisterschaft wurde Zinédine Zidane von Girondins Bordeaux verpflichtet, der nach Startschwierigkeiten zu einem Eckpfeiler in Lippis Team wurde. Außerdem wechselten u. a. Alen Bokšić, Christian Vieri, Paolo Montero und Mark Iuliano zu Juventus.
In der Saison 1996/97 gewann Lippi mit Juve erneut die Meisterschaft. In der Coppa Italia schied man im Viertelfinale gegen den Erzrivalen Inter Mailand aus. Im November 1996 gelang Juventus unter Lippis Ägide der Gewinn des Weltpokals durch einen 1:0-Sieg über River Plate in Tokio und im Januar 1997 holte man mit zwei Siegen gegen Paris Saint-Germain auch den Europäischen Supercup. Auf europäischer Ebene setzten Lippi und Juventus ihre Dominanz aus den Jahren zuvor fort. Durch einen 3:1-Sieg über Rosenborg Trondheim nach Hin- und Rückspiel und einen dominanten 6:2-Gesamtsieg über den letztjährigen Finalgegner Ajax Amsterdam erreichten Lippis Schützlinge nach dem UEFA-Pokal-Finale 1995 und gewonnenen Champions-League-Endspiel 1996 mit dem Champions-League-Finale 1997 das dritte europäische Finale in Folge. In diesem traf man auf Borussia Dortmund unter Ottmar Hitzfeld. Die Turiner galten für das Spiel im Münchner Olympiastadion als Favoriten, unterlagen allerdings überraschend mit 1:3, womit eine Titelverteidigung verpasst wurde. Anfang August 1997 gewann man gegen Vicenza Calcio erneut die Supercoppa Italiana.
In der Saison 1997/98 gelang Lippi mit Juventus die Titelverteidigung in der Serie A. In der Coppa Italia scheiterte man im Halbfinale an Lazio Rom. In der Champions League blieb die Dominanz von Lippi und Juventus ungebrochen. So erreichte Lippi mit Juve nach Siegen über Dynamo Kiew und AS Monaco zum dritten Mal in Folge das Finale der Königsklasse. In diesem traf man auf den von Jupp Heynckes trainierten Rekordsieger Real Madrid. Trotz erneuter Favoritenrolle ging das Spiel in der Johan-Cruyff-Arena in Amsterdam nach einem Tor von Predrag Mijatović mit 0:1 verloren und Lippi verlor sein zweites Champions-League-Finale in Folge. Im August 1998 scheiterte der erneute Gewinn der Supercoppa Italiana durch eine 1:2-Niederlage gegen Coppa-Italia-Sieger Lazio Rom.
In der Saison 1998/99 verletzten sich viele Stammspieler (u. a. Alessandro Del Piero und Filippo Inzaghi), sodass die hoch gesteckten Erwartungen nicht erfüllt wurden, was Lippi im Februar noch während der Saison zum freiwilligen Rücktritt bewog. Sein Nachfolger wurde Carlo Ancelotti.

### Inter Mailand
Zur Saison 1999/2000 wurde Marcello Lippi Trainer bei Inter Mailand. Hier konnte er nicht an die Erfolge bei Juventus anknüpfen. In der Liga schaffte man es lediglich auf den vierten Platz. In der Coppa Italia erreichte man das Finale, welches gegen Meister Lazio Rom verloren ging. Am Ende der Saison bat Lippi um die Auflösung seines Vertrages. Vereinspräsident Massimo Moratti lehnte ab, entließ ihn aber nach der 1:2-Niederlage bei Reggina Calcio im ersten Meisterschaftsspiel der neuen Saison.

### Rückkehr zu Juventus Turin
Im Sommer 2001 kehrte Lippi zu Juventus Turin zurück, wo er Ancelotti ablöste. Zwischenzeitlich hatte u. a. Leistungsträger Didier Deschamps den Verein verlassen und der französische Stürmer David Trezeguet war von Monaco zu Juventus gewechselt. Parallel zu Lippis Ankunft durchlief die Mannschaft einen erneuten Umbruch. So verließen sowohl Filippo Inzaghi als auch Weltstar Zinédine Zidane den Verein. Beide waren in Lippis erster Amtszeit Eckpfeiler der Mannschaft gewesen. Inzaghi schloss sich der AC Mailand an, während Zidane für eine Rekordablöse von 77,5 Millionen Euro zu Real Madrid wechselte. Die Transfereinnahmen ermöglichten es Juventus, Lazio Roms Offensivstar Pavel Nedvěd und Parmas 23 Jahre alten Top-Torwart Gianluigi Buffon sowie Abwehrspieler Lilian Thuram zu verpflichten. In Lippis folgender zweiter Amtszeit wurden alle integrale Bestandteile der Mannschaft.
In seiner ersten Saison zurück bei Juventus konnte Lippi auf nationaler Ebene direkt an die Erfolge aus seiner ersten Amtszeit anknüpfen. Man erreichte das Coppa-Italia-Finale, welches gegen Parma verloren ging und man wurde mit einem Punkt Vorsprung vor dem von Fabio Capello trainierten Titelverteidiger AS Rom Meister. Für Lippi war es nach den Titeln 1995, 1997 und 1998 die mittlerweile vierte Meisterschaft. Auf europäischer Ebene konnte er dagegen nicht an alte Erfolge anknüpfen. Man schied in der Champions League in der 2. Gruppenphase aus, womit Juventus es unter seiner Führung erstmals nicht in die K.o.-Phase schaffte. Ende August 2002 gewannen Lippi zum dritten Mal mit Juventus die Supercoppa Italiana.

In der folgenden Saison verteidigte Juve die Meisterschaft. In der Coppa Italia scheiterte man bereits im Viertelfinale an der AC Perugia. In der Champions League schaffte man eine erhebliche Leistungssteigerung. Höhepunkte der Kampagne waren die Rückspielsiege über die spanischen Spitzenvereine FC Barcelona und Real Madrid im Viertel- und Halbfinale, was Lippi selbst später kommentierte mit den Worten:
„Aquella Juve era muy bonita, defendían todos, también  (Alessandro) Del Piero. Masacramos al fútbol español ganando ante Deportivo, Barcelona y Real Madrid. "
„Diese Juventus-Mannschaft war sehr elegant, alle haben verteidigt, sogar (Alessandro) Del Piero. Wir haben den spanischen Fußball mit Siegen gegen Deportivo, Barcelona und Real Madrid weggefegt."
- Marcello Lippi
Nachdem das Hinspiel gegen die Blaugrana in Turin mit 1:1 geendet hatte, fand das Rückspiel auswärts im Camp Nou statt und konnte nach einem erneuten 1:1-Remis nach 90 Minuten durch einen Treffer von Marcelo Zalayeta in der 114. Minute mit 2:1 gewonnen werden, was einen 3:2-Gesamtsieg bedeutete und somit die Qualifikation fürs Halbfinale. Dort traf man auf Titelverteidiger Real Madrid unter Vicente del Bosque. Für Lippi und Juventus war es das erste Aufeinandertreffen mit den Madrilenen seit der Finalniederlage 1998 und wie gegen Barça wurde das Rückspiel Höhepunkt der Begegnung. So konnte nach einer 1:2-Auswärtsniederlage in Madrid im Rückspiel in Turin eine Madrid-Mannschaft, zu der Weltstars wie Luís Figo, die amtierenden Weltmeister Ronaldo und Roberto Carlos sowie ex-Juventino Zinédine Zidane gehörten, mit 3:1 bezwungen werden und Juventus zog unter Lippi einmal mehr ins Finale ein. Für Lippi war das Endspiel in Old Trafford dabei nach 1996, 1997 und 1998 das mittlerweile vierte Champions-League-Finale und inklusive des UEFA-Pokal-Finales 1995 sein insgesamt fünftes europäisches Finale. Einziger Wermutstropfen des gewonnenen Halbfinalrückspiels gegen Real Madrid war, dass Offensivkraft Nedvěd durch ein unbedachtes Foul fürs Finale gesperrt wurde. Im Endspiel in Manchester traf man auf die von Carlo Ancelotti trainierte AC Mailand. Nachdem die Partie nach 120 Minuten mit 0:0 geendet hatte, unterlag man Milan mit 2:3 im Elfmeterschießen. Durch die Niederlage wurde Lippi zum ersten Trainer, der drei Champions-League-Endspiele verlor.
Die Saison 2003/04 war Lippis letzte als Juventus-Trainer. Im August konnte zunächst die Supercoppa Italiana gegen den Pokalsieger AC Mailand durch ein 5:3 nach Elfmeterschießen gewonnen werden, Lippis vierter italienischer Supercup. In der Liga reichte es nach den zwei Meisterschaften zuvor nur für den dritten Platz. In der Coppa Italia schaffte man es unterdessen bis ins Finale, welches gegen Lazio Rom verloren wurde. In der Champions League sackten die Leistungen nach der Endspielteilnahme im Jahr zuvor deutlich ab und man schied im Achtelfinale gegen Deportivo La Coruña aus. Am Ende der Saison trat Lippi ein Jahr vor Vertragsende  zurück. Sein Nachfolger wurde Fabio Capello.

### Guangzhou Evergrande
Am 17. Mai 2012 wurde bekannt, dass Lippi zukünftig den chinesischen Erstligisten Guangzhou Evergrande trainieren würde. Er erhielt einen Dreijahresvertrag und sollte laut Medienberichten zehn Millionen Euro pro Saison verdienen. 2014 verlängerte er den Vertrag um drei Jahre bis Ende 2017. Im Februar 2015 trat er als Trainer von Guangzhou Evergrande zurück. Insgesamt gewann er mit Guanzhou drei Chinesische Meisterschaften, einmal den Chinesischen Pokal und 2013 die AFC Champions League.

### Nationaltrainer
Am 16. Juli 2004 wurde Marcello Lippi Trainer der italienischen Fußballnationalmannschaft, die er 2006 zum Weltmeistertitel führte. Zuvor war der Weg für Lippi in der Nationalmannschaft eher durchwachsen: Zwar hatte er das Ziel der WM-Qualifikation erreicht, allerdings mit knappen Siegen und trotz einer 0:1-Niederlage in Slowenien. Danach überzeugte die von Lippi trainierte Mannschaft durch Siege in Freundschaftsspielen gegen Russland (2:0), die Niederlande (3:1) und Deutschland (4:1). Diese bestätigten, dass sich die jungen Spieler wie Daniele De Rossi und Alberto Gilardino, die Lippi in die Mannschaft eingebaut hatte, immer besser einfügten. Von Oktober 2004 bis zum Endspiel am 9. Juli 2006 blieb er mit Italien in 25 Länderspielen ungeschlagen bei 16 Siegen und neun Unentschieden. Nach dem Triumph trat er am 12. Juli 2006 von seinem Amt als Nationaltrainer Italiens zurück. Lippi war der erste Trainer, der in seiner Trainerlaufbahn Weltmeister und Champions-League-Sieger wurde.
Am 24. Juni 2008 wurde bekannt, dass Lippi erneut Trainer der Italienischen Nationalmannschaft werde. Er trat die Nachfolge von Roberto Donadoni an, der nach dem Ausscheiden der Azzurri im Viertelfinale der Fußball-Europameisterschaft 2008 beurlaubt worden war. Lippis erstes Spiel, am 20. August 2008 gegen Österreich, endete 2:2.
Durch ein 1:1 beim Freundschaftsspiel gegen Griechenland am 20. November 2008 blieb die Nationalmannschaft, betrachtet man nur Lippis zwei Amtszeiten, zum 31. Mal nacheinander ungeschlagen. Damit stellte Lippi den damaligen Weltrekord ein.
Dieser Rekord wurde während des Konföderationen-Pokals 2009 von Spanien übertroffen. Die Selección blieb bis zur Halbfinal-Niederlage gegen die Vereinigten Staaten in 35 Spielen in Folge ohne Niederlage. Obwohl die Squadra Azzurra mit einem 3:1-Sieg gegen die USA in das Turnier startete, konnte der Weltmeister die Erwartungen nicht erfüllen und schied nach Niederlagen gegen Ägypten und Brasilien bereits in der Gruppenphase aus dem Turnier aus.
Die Qualifikation zur Fußball-Weltmeisterschaft 2010 wurde ungeschlagen sichergestellt, die Italiener konnten in zehn Partien sieben Siege und drei Unentschieden aufweisen. Bei der Weltmeisterschaft 2010 selbst schied Italien bereits nach zwei Unentschieden und einer 2:3-Niederlage gegen die Slowakei im letzten Spiel in der Vorrunde aus. Hierfür übernahm Marcello Lippi die volle Verantwortung und verkündete bei der anschließenden Pressekonferenz seinen Rücktritt.
Vom 22. Oktober 2016 bis zum 25. Januar 2019 sowie vom 24. Mai bis zum 14. November 2019 trainierte Lippi die chinesische Fußballnationalmannschaft.
Am 22. Oktober 2020 verkündigte Lippi das Ende seiner Trainerkarriere.

## Spielsystem
Lippi spielte mit Italien bei der WM 2006 ein 4-4-1-1-System. Die Mannschaft nahm im gesamten Turnier keinen einzigen Gegentreffer aus dem Spiel heraus hin (die zwei Gegentore waren ein Eigentor und ein Elfmeter).

## Erfolge

### Nationalmannschaft
- Weltmeister: 2006 (Italien)

### Vereine
International
- UEFA Champions League: 1995/96 (Juventus Turin)
  - UEFA Champions-League-Finalist: 1996/97, 1997/98, 2002/03 (Juventus Turin)
- AFC Champions League: 2013 (Guangzhou Evergrande)
- Weltpokal: 1996 (Juventus Turin)
- UEFA Super Cup: 1996 (Juventus Turin)

National
- Italienische Meisterschaft: 1994/95, 1996/97, 1997/98, 2001/02, 2002/03 (Juventus Turin)
- Coppa Italia: 1994/95 (Juventus Turin)
- Italienischer Supercup: 1995, 1997, 2002, 2003 (Juventus Turin)
- Chinesische Meisterschaft: 2012, 2013, 2014 (Guangzhou Evergrande)
- Chinesischer Pokal: 2012 (Guangzhou Evergrande)

### Persönliche Auszeichnungen
- UEFA Club Football Awards Trainer des Jahres: 1999
- Welt-Klubtrainer des Jahres: 1996, 1998
- Trainer des Jahres in der Serie A: 1997, 1998, 2003
- Welt-Nationaltrainer des Jahres: 2006
- Premio Gianni Brera – Sportivo dell’anno (Gianni-Brera-Preis): 2006
- 2011 Aufnahme in die Hall of Fame des Italienischen Fußballs
- 2014: Premio Bulgarelli Number 8 – Bester Trainer des Jahrzehnts 1995–2005
- Walther Bensemann-Preis 2015 beim Deutschen Fußball-Kulturpreis[22]